# Bühnenfeuerwerk

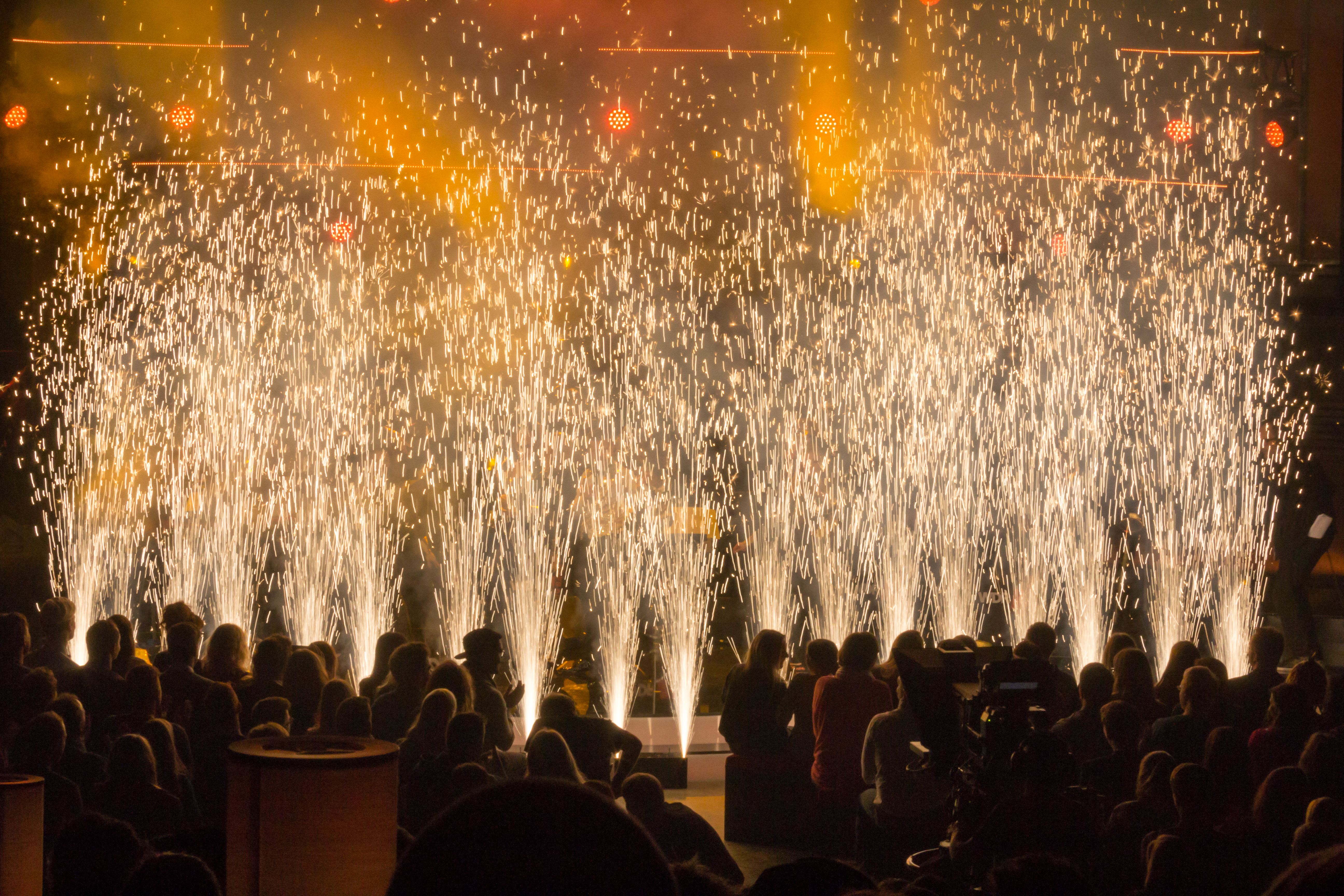
Bühnenfeuerwerk während der Sendung zur 1 Live Krone 2016

Bühnenfeuerwerk umfasst als Rechtsbegriff alle Feuerwerke, die in unmittelbarer Nähe von Personen geschossen werden dürfen.
Als Theaterfeuerwerk, in allgemeinen Sprachgebrauch auch Saalfeuerwerk oder Indoor-Feuerwerk, werden solche Feuerwerke bezeichnet, die in geschlossenen Räumen zulässig sind. Aus diesem Grund ist das Saalfeuerwerk meist auf Kleinstfeuerwerksartikel, Theater- und Funkenblitze, Flammensäulen oder Bühnenfontänen oder Bengal- und Schellackfeuer beschränkt.

## Gesetzliche Regelungen
Für Feuerwerke sind im Allgemeinen großzügige Sicherheitsabstände vorgesehen, die auf die besonderen Gefahren, die von Pyrotechnik ausgehen, bezogen sind. Bei der Anwendung auf Bühnen, wie sie im Theater und bei Konzerten nötig sind, ist das meist nicht durchführbar: Sowohl die Akteure auf der Bühne als auch die vorderen Reihen des Publikums nähern sich meist auf wenige Meter. Diese Situation erfordert sowohl spezielle Feuerwerkskörper als auch spezielle Maßnahmen bezüglich des Abschusses.
Typische Maßnahmen sind Verzicht auf Blitzknallsatz, auf Magnesiumsätze, die sehr heiß brennen, sowie eine sehr präzise Bauweise, die genaue Aussagen über Effekthöhe und -durchmesser zulassen, sorgfältige Qualitätskontrolle von Produkten wie auch genaues Einhalten der Produkthinweise seitens des Pyrotechniker.
Der deutsche Gesetzgeber stellt Bühnenfeuerwerk in die Klasse Technisches Feuerwerk, also Feuerwerke mit Spezialanwendung. In Österreich, das diese Klasse anders handhabt, wird der Einsatz mittels Sondererlässen und Sachverständigengutachten geregelt.

### Bühnenfeuerwerk
Bühnenfeuerwerkskörper sind pyrotechnische Effekte, die hinsichtlich ihrer Entwicklung von Funken, Rauch, Knall, Lichtblitzen keine Gefahr für Personen in unmittelbarer Nähe darstellen.
Notwendig ist das sowohl auf Freilichtbühnen (Open-Air), wie auch in geschlossenen Räumen (den Theaterfeuerwerk im Rechtssinne).

### Theaterfeuerwerk
Theaterfeuerwerkskörper dürfen keine Substanzen enthalten, die giftige Gase entwickeln. Aus diesem Grund enthalten deren Feuersätze keine Schwefelverbindungen (Bildung von Schwefeldioxid).
Auch dürfen für Saalfeuerwerke natürlich keine Feuerwerkskörper verwendet werden, die sich nach dem Anzünden durch den Saal bewegen oder die zu heftig explodieren.
Bei der Installation von Saalfeuerwerken muss mit großer Sorgfalt darauf geachtet werden, dass die Sicherheitsabstände zu anderen brennbaren Gegenständen eingehalten werden.

## Verwendung
Ein prominentes Beispiel für Bühnenpyrotechnik ist der Eurovision Song Contest, bei dem die pyrotechnischen Effekte oft zu sehen sind.
Saalfeuerwerke werden heute mit großer Vorliebe auf Rockkonzerten o. ä. Veranstaltungen zur Untermalung der Bühnenshow eingesetzt. Auch in Theatern finden sie schon lange Anwendung. Hochzeiten und andere Feste werden gern mit Bengalischen Lichterbildern ausgeschmückt, Feuershows oder Perchtenläufe sind auf Bühnenfeuerwerk angewiesen, und auch in den Spezialeffekten sind diese Erzeugnisse unverzichtbar.